# Râul Șcheiu, Canalul Timiș
Râul Șcheiu este curs de apă, de pe versantul nordic al Masivului Postăvarul, interceptat de Canalul Timiș. Cursul superior al râului, amonte de municipiul Brașov, este cunoscut sub numele Râul Oabăn. Cursul inferior al râului a fost canalizat încă în perioada medievală, asftel încât să curgă în lungul zidurilor cetății, constituind o parte a lucrărilor de apărare a orașului. Acest tronson este cunoscut sub denumirea Râul Graft sau Canalul Graft.

## Hărți
- Harta Județului Brașov
- Harta Orașului Brașov
- Harta Munților Postăvaru  Arhivat în 3 august 2008, la Wayback Machine.